# Рентгеноспектральный микроанализ
Рентгеноспектральный микроанализ (микрорентгеноспектральный анализ, электронно-зондовый рентгеноспектральный анализ, электронно-зондовый микроанализ) — методика, позволяющая с помощью электронного микроскопа или специального электронно-зондового микроанализатора ("микрозонд") получить информацию о химическом составе образца в произвольно выбранном участке микроскопических размеров.
Суть методики заключается в том, что исследуемый образец помещается в вакуумную камеру растрового или просвечивающего электронного микроскопа и облучается сфокусированным направленным пучком электронов высокой энергии. Пучок электронов (электронный зонд) взаимодействует с приповерхностным участком образца глубиной обычно менее нескольких микрон. Объем зоны взаимодействия зависит как от ускоряющего напряжения, так и от плотности материала образца и для массивной мишени находится в диапазоне от первых десятых долей до десяти кубических микрон. Генерация рентгеновского излучения является результатом неупругого взаимодействия между электронами и образцом. Рентгеновское излучение появляется в результате двух главных процессов: эмиссии характеристического излучения и эмиссии фонового, или тормозного излучения (нем. –bremsstrahlung).
Когда электрон высокой энергии взаимодействует с атомом, он может выбить один из электронов внутренней электронной оболочки. В результате атом перейдет в ионизированное, или возбужденное состояние, с вакансией в оболочке. Переход в нормальное состояние происходит, когда один из электронов внешней оболочки заполняет данную вакансию, что сопровождается изменением его энергии, а величина изменения определяется уникальной для каждого химического элемента электронной структурой атома. 
Эта т.н. «характеристическая» энергия может высвободиться из атома двумя способами. Один из них – эмиссия рентгеновского фотона с характеристической энергией, специфической для каждого перехода и, соответственно, для определенного элемента. Второй способ – высвобождение т.н. электронов Оже.
Эмиссия фотонов рентгеновского излучения фона — тормозного излучения – проявляется, когда электрон падающего пучка испытывает торможение в электрическом поле атома. Электроны, взаимодействуя с отдельными атомами мишени, теряют разное количество энергии. Энергия таких фотонов имеет непрерывное распределение от нуля до величины ускоряющего напряжения электронного зонда, т.е. испускаемый при этом спектр имеет непрерывный характер. Максимальная энергия фотонов тормозного излучения соответствует энергии электронов пучка, полностью потерявших энергию в результате взаимодействия с полем атома. Значение этой энергии называется «пределом Дуана-Ханта». Если образец не имеет поверхностного заряда, предел Дуана-Ханта равен энергии падающего пучка.
Рентгеновские фотоны обладают свойствами как частиц, так и волн, и их свойства можно охарактеризовать в терминах энергий или волн. Для рентгеноспектрального анализа можно использовать энергодисперсионный спектрометр (ЭДС), который сортирует фотоны по их энергии, либо волнодисперсионный спектрометр (ВДС), использующий принцип разделения рентгеновского излучения по длинам волн.
Почти любой современный электронный микроскоп может быть оснащен рентгеновским спектрометром как дополнительной приставкой. Чаще всего растровые (РЭМ) и просвечивающие (ПЭМ) электронные микроскопы оснащаются энергодисперсионными спектрометрами, но некоторые РЭМ допускают установку одновременно двух типов спектрометров — ЭДС и ВДС.
Кроме того, серийно производятся растровые электронные микроскопы, специально сконструированные для проведения рентгеноспектрального микроанализа — электронно-зондовые микроанализаторы. Электронно-оптическая колонна таких приборов позволяет получать стабильный во времени пучок электронов с энергией до 50кэВ при токах зонда до нескольких микроампер. Они, как правило, оснащены несколькими ВДС — до 5—6, а также одним ЭДС.

Количественный рентгеноспектральный микроанализ
Количественный рентгеноспектральный микроанализ — это относительный метод, основанный на сравнении измеренной интенсивности рентгеновских линий, генерируемых в образце с интенсивностями соответствующих линий в надлежащем стандартном образце известного состава, при известных токах зонда и идентичных прочих аналитических условиях (одинаковое ускоряющее напряжение, одинаковая геометрия установки образца и стандарта, одинаковое состояние поверхности и др.). Содержание элемента рассчитывается из отношения интенсивностей на образце и стандарте с известной концентрацией определяемого элемента в последнем. Для учёта различий в составах образца и стандарта вводится поправка на матричные эффекты.
Методами рентгеноспектрального анализа можно определять концентрацию практически любых элементов от бериллия или бора до калифорния в диапазоне концентраций до сотых (ВДС) и десятых (ЭДС) долей атомных процентов.

## История
Появлению данного метода предшествовало развитие тесно связанного метода рентгенофлуоресцентного анализа.